# Freightliner
Freightliner Trucks (Freightliner Custom Chassis Corporation, FCCC) ist ein US-amerikanischer Lastkraftwagen-Hersteller und eine Marke der Daimler Truck North America LLC, des größten Herstellers von Schwerlastfahrzeugen in Nordamerika. Freightliner wurde 1981 von Daimler-Benz übernommen und gehört mittlerweile zur Daimler Truck AG. Der Hauptsitz der Firma befindet sich in Portland, Oregon. Weitere Produktionsstätten existieren in den Vereinigten Staaten und in Mexiko.

## Geschichte
Die Geschichte von Freightliner begann, als Leland James, Geschäftsführer von Consolidated Freightways, beschloss, eigene Lkw für seine Spedition herzustellen. 1939 wurde Freightways Manufacturing Corp. als Tochterfirma in Salt Lake City (Utah) gegründet. Ein Jahr später konnte der erste eigene Frontlenker-Lkw Typ CF-100 mit Dieselmotor fertiggestellt werden. Als Markenzeichen wurde Freightliner 1942 eingetragen.
In Deutschland sind Freightliner-Zugmaschinen besonders durch die Coca-Cola-Weihnachtstrucks bekannt.
Im Mai 2015 bekam das auf dem Modell Cascadia Evolution basierende Fahrzeugmodell Inspiration Truck eine Lizenz für den Straßenverkehr in Nevada, USA und ist damit laut Daimler der erste autonom fahrende Lkw, der auf öffentlichen Straßen bewegt werden darf.
Das Unternehmen beschäftigt 19.000 Mitarbeiter und exportiert in 35 Länder.

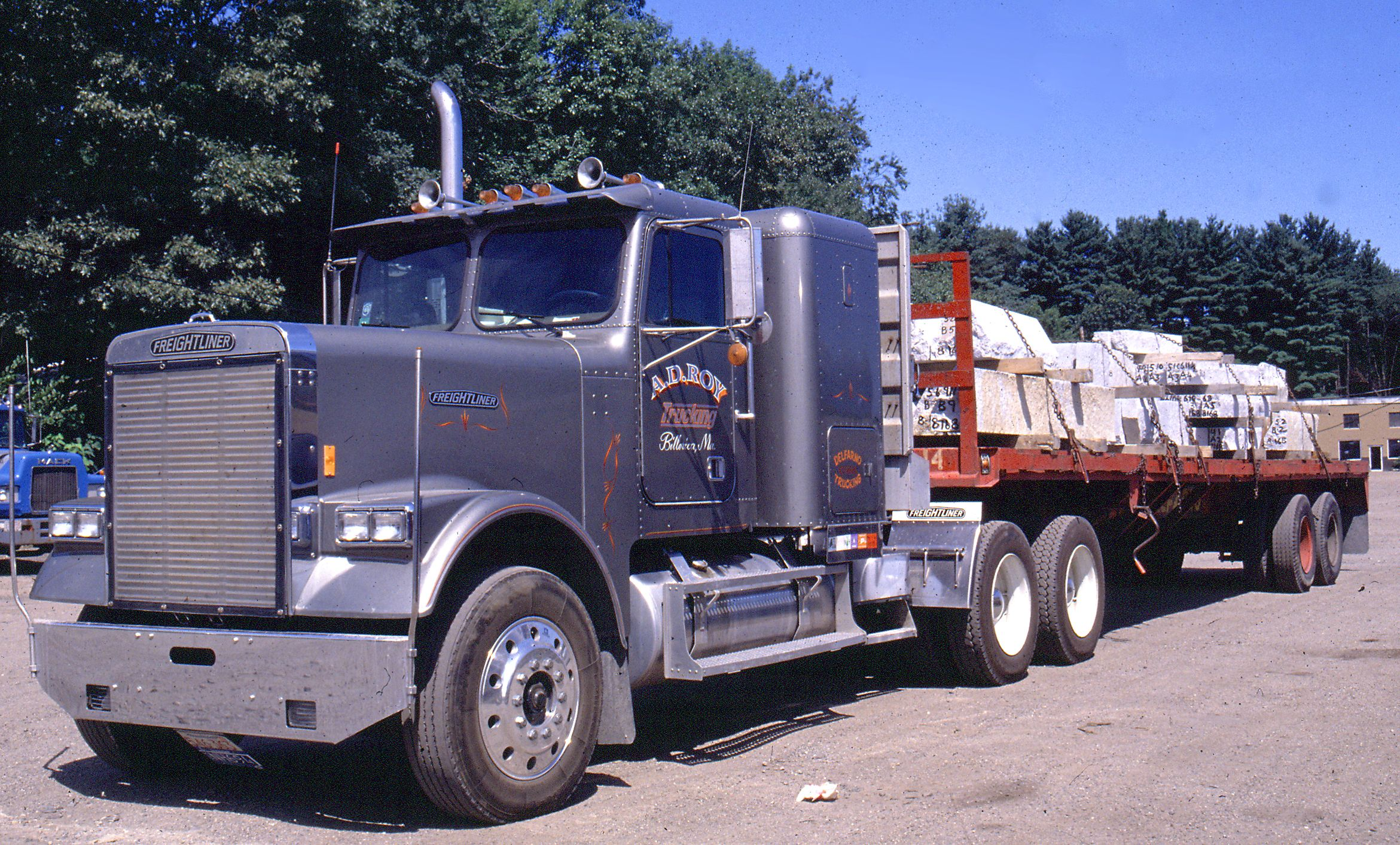
Freightliner FLC 120 Lkw aus den 1980er-Jahren
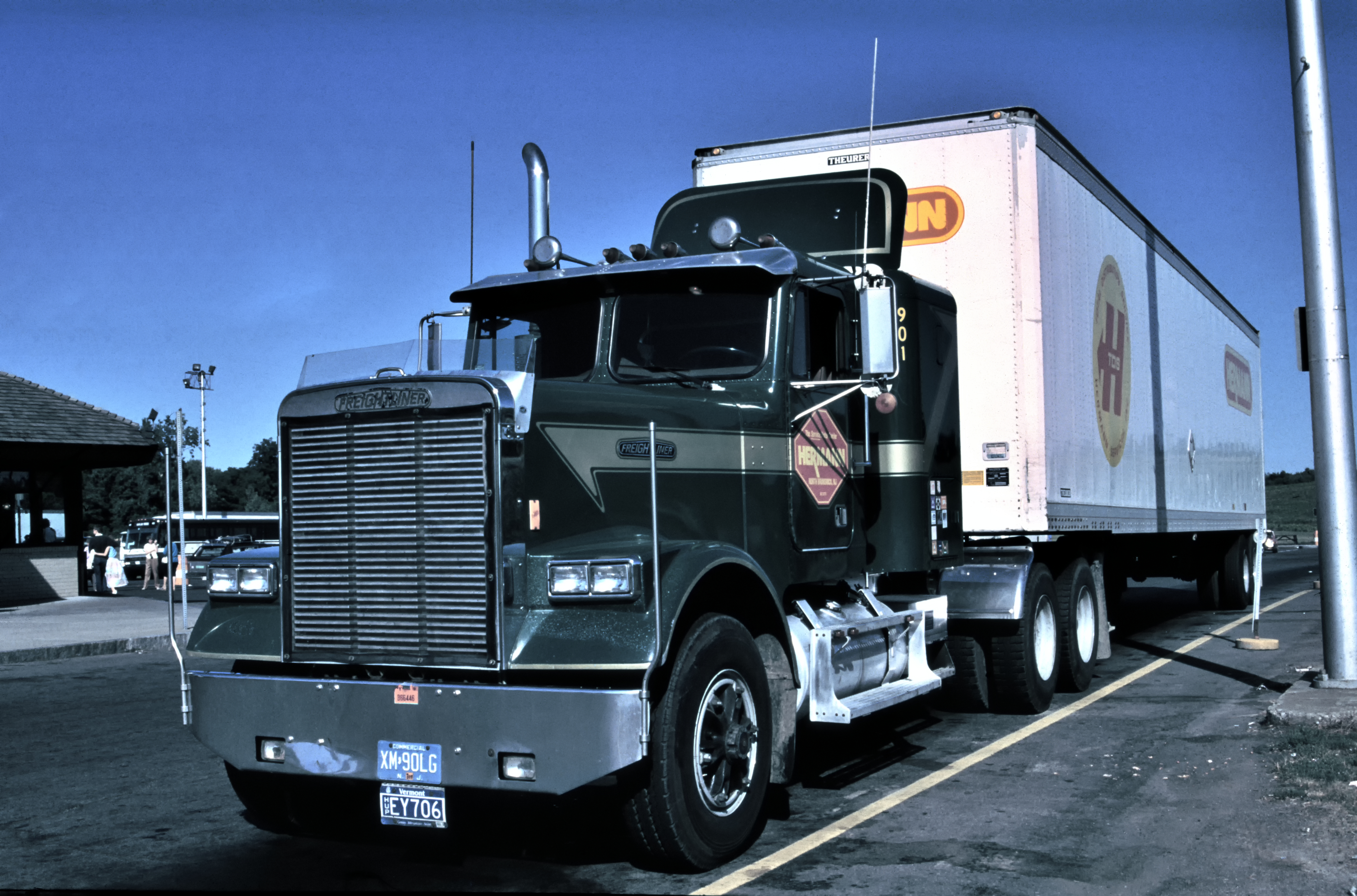
Freightliner-Truck aus den 1980er-Jahren
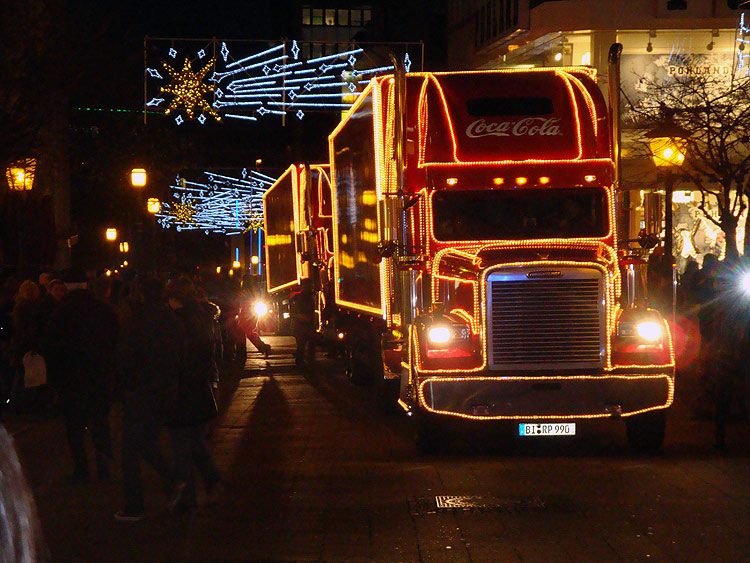
Freightliner Classic als Coca-Cola-Weihnachtstruck
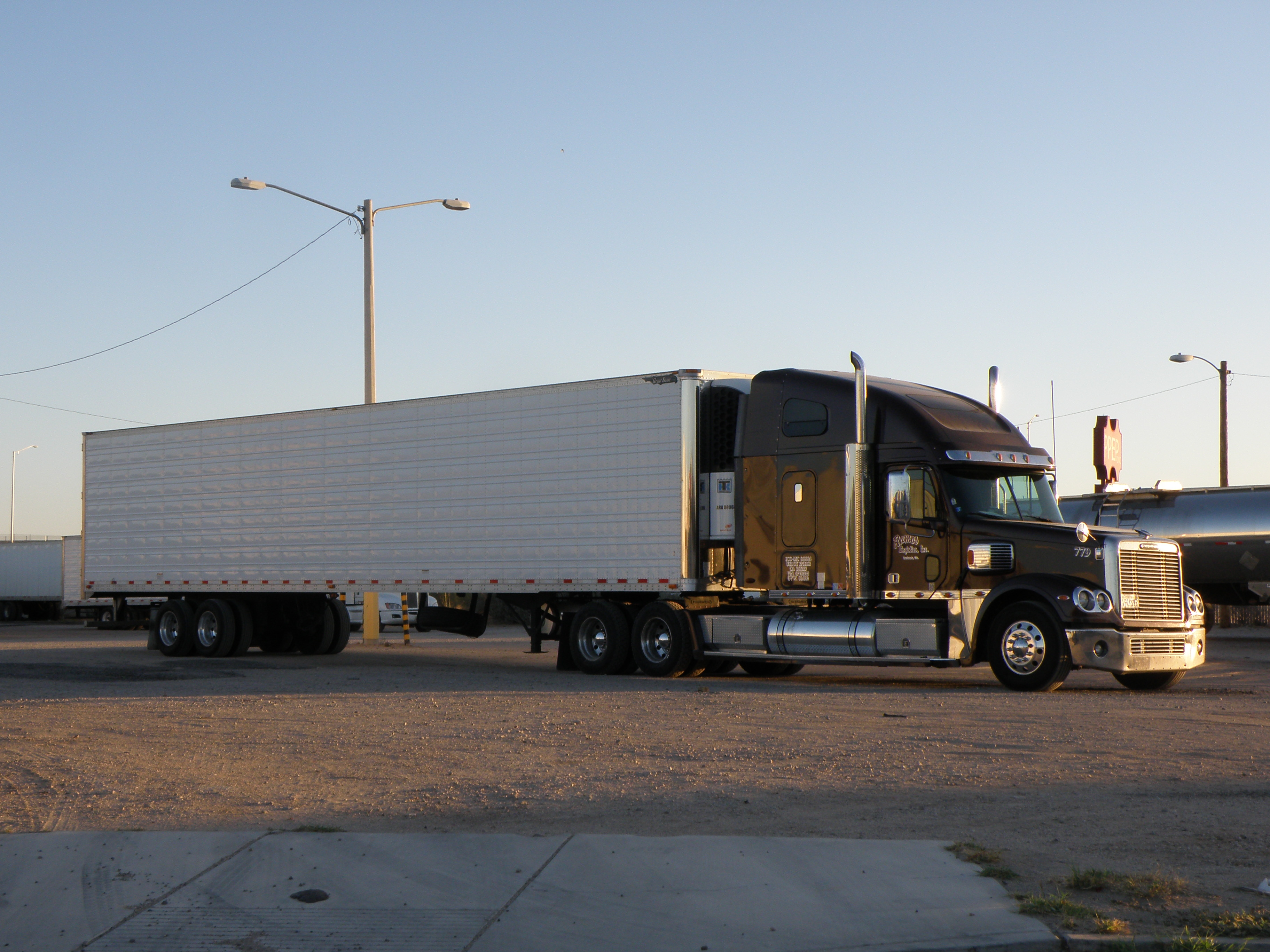
Freightliner Coronado, erste Generation (2001–2010)
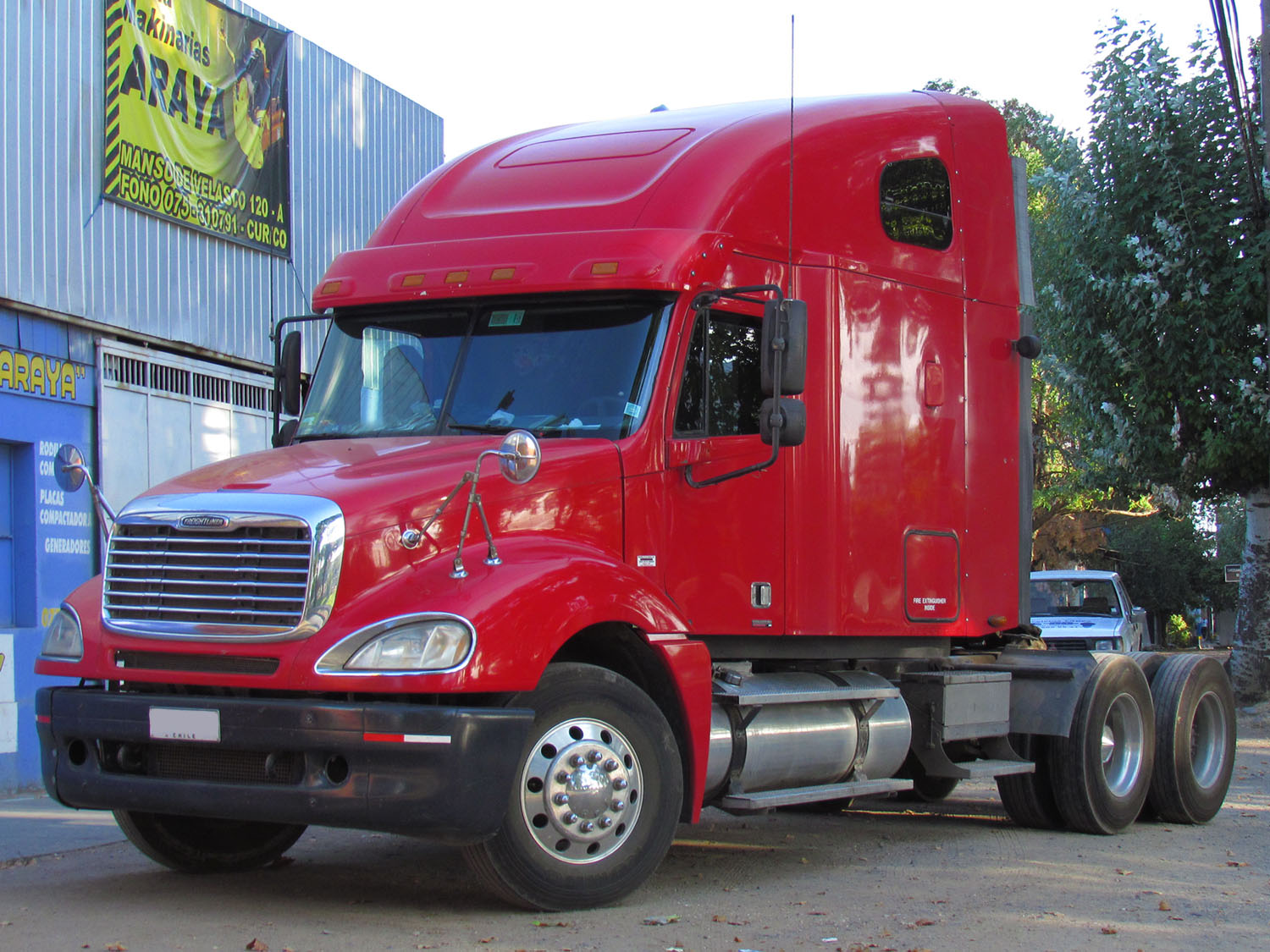
Freightliner CL 120 Columbia
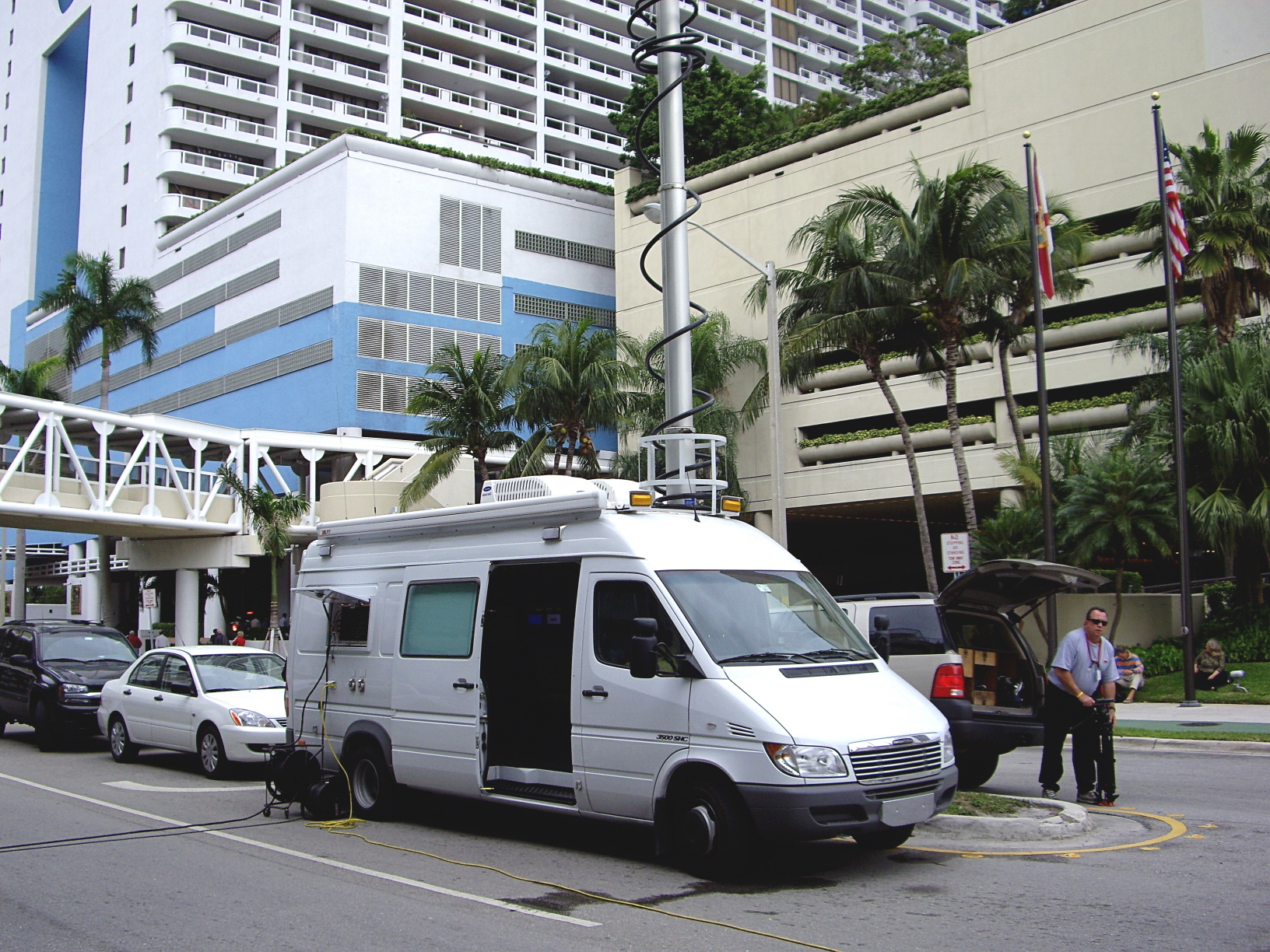
Freightliner Sprinter, baugleich mit dem Mercedes-Benz Sprinter